# Tembi (gmina)
Tembi (gr. Δήμος Τεμπών, Dimos Tembon) – gmina w Grecji, w administracji zdecentralizowanej Tesalia-Grecja Środkowa, w regionie Tesalia, w jednostce regionalnej Larisa. W 2011 roku liczyła 13 712 mieszkańców. Powstała 1 stycznia 2011 roku w wyniku połączenia dotychczasowych gmin: Goni, Kato Olimbos, Makrichori i Nesonas oraz wspólnoty Ambelakia. Siedzibą gminy jest Makrichori, a historyczną siedzibą jest Ambelakia.